# جون إس. غراي
جون إس. غراي (بالإنجليزية: John S. Gray)‏ هو سياسي أمريكي، ولد في 1837، وتوفي في 1902. حزبياً، نشط في الحزب الجمهوري.